# ماری-فیلیپ پولان
ماری-فیلیپ پولان (فرانسوی: Marie-Philip Poulin‎؛ زادهٔ ۲۸ مارس ۱۹۹۱) بازیکن هاکی روی یخ اهل کانادا است.